# Stefan Iulius Gavril
Ștefan Iulius Gavril (Brașov, 17 de julio de 1989) es un corredor de fondo rumano que compite en distancias desde 800 metros hasta la media maratón. Es poseedor del récord nacional rumano en dos eventos: 5 km sobre carretera, con un tiempo de 14 min 06 s (Mónaco) y 10 km sobre carretera, en 28 min 53 s (Villa Cisneros). Pertenece al club Nice Cote d'Azur Athletisme.

## Biografía
Después de sus estudios en la Universidad de Umeå en ciencias políticas y relaciones internacionales, se radica con su familia en Italia en 2003 y comienza el deporte con el kick-boxing y las artes marciales. En 2011, logra la Copa del mundo Best Fighter en kick-boxing.  
Corre bajo los colores de Niza Atletismo. Entre 2016 y diciembre de 2019, mejora significativamente su desempeño en que se logrando la obtención de los récords de Rumanía de 10 km y de 5 km. Ha añadido igualmente varias referencias de prestigio a su registro, como una victoria al semi-maratón de Fort-de-France, un top 10 en la categoría de 10 km de Valencia y también un top 10 en 5 km en Mónaco.
Representó su país en los campeonatos del semi-maratón de los Balcanes 2020 en Zagreb y alcanzó el 4.º lugar de la competición con un nuevo récord personal.

## Récords
| Prueba         | Prueba     | Tiempo           | Lugar          | Fecha                   |
| -------------- | ---------- | ---------------- | -------------- | ----------------------- |
| 0 800 m        | Aire libre | 1 min 55 s 55    | Turin          | 21 de mayo de 2017      |
| 01 000 m       | Aire libre | 2 min 30 s 14    | Mónaco         | 12 de julio de 2019     |
| 01 500 m       | Aire libre | 3 min 52 s 09    | Pitesti        | 07 de julio de 2019     |
| 01 500 m       | Interior   | 3 min 59 s 96    | Bucarest       | 06 de febrero de 2019   |
| 03000 m        | Aire libre | 8 min 17 s 39    | Milán          | 18 de abril de 2018     |
| 03000 m        | Interior   | 8 min 16 s 49    | Valence        | 22 de enero de 2020     |
| 05 000 m       | Aire libre | 14 min 05 s 88   | Milan          | 31 de abril de 2021     |
| 10 000 m       | Aire libre | 29 min 33 s 44   | Londres        | 06 de junio de 2019     |
| 05 km (route)  | Aire libre | 14 min 06 s (NR) | Mónaco         | 16 de febrero de 2020   |
| 10 km (expide) | Aire libre | 28 min 53 s (NR) | Villa Cisneros | 22 de diciembre de 2019 |

## Competición internacional
| 2017 | Campeonato de los Balcanes                 | Novi Pazar | 6.º | 1500 m        | 3:56.93  |     |        |         |
| 2017 | Campeonato de los Balcanes                 | Novi Pazar | 4.º | 3000 m        | 8:34.15  |     |        |         |
| 2018 | Campeonato de los Balcanes de cross        | Botosani   | 5.º | Cross 10 km   | 30:12    |     |        |         |
| 2018 | Campeonato de los Balcanes de cross        | Botosani   | 2.º | Equipo        |          |     |        |         |
| 2019 | Coupe d'Europe du 10 000 mètres            | Londres    |     | 10.000 m      | 29:33.44 |     |        |         |
| 2020 | Campeonato de los Balcanes de semi-maratón | Zagreb     | 4.º | Semi-marathon | 1h07:11  | 3.º | Equipo | 2h18:32 |